# Frank Wess
Frank Wellington Wess (ur. 4 stycznia 1922 w Kansas City, zm. 30 października 2013 w Nowym Jorku) – amerykański flecista i saksofonista jazzowy.

## Życiorys
Urodził się 4 stycznia 1922 w Kansas City w stanie Missouri.
W wieku 10. lat rozpoczął naukę gry na saksofonie altowym. Po przeprowadzce do Waszyngtonu zaczął grać w lokalnych zespołach, najpierw na saksofonie altowym, a później tenorowym.
W 1953 dołączył do orkiestry Counta Basiego. W 1964 przeniósł się do Nowego Jorku, aby prowadzić własne grupy i grać z takimi zespołami, jak New York Jazz Quartet i Dameronia.
W 2007 został wyróżniony amerykańską NEA Jazz Masters Award, przyznaną przez The National Endowment for the Arts.
Zmarł 30 października 2013 na Manhattanie, mając 91 lat.